# Schloss Deichmannsaue

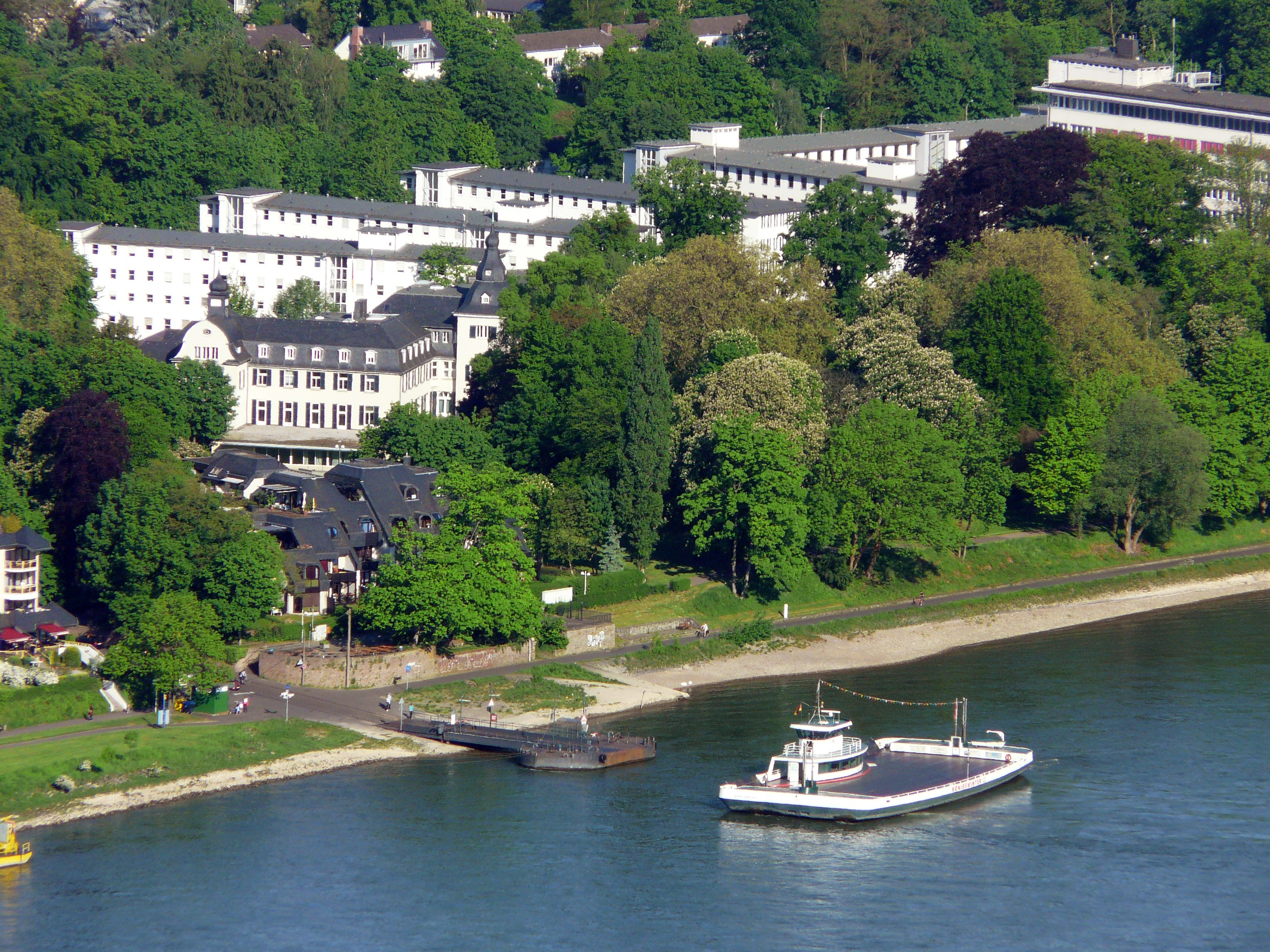
Schloss Deichmannsaue, Luftaufnahme (2008)

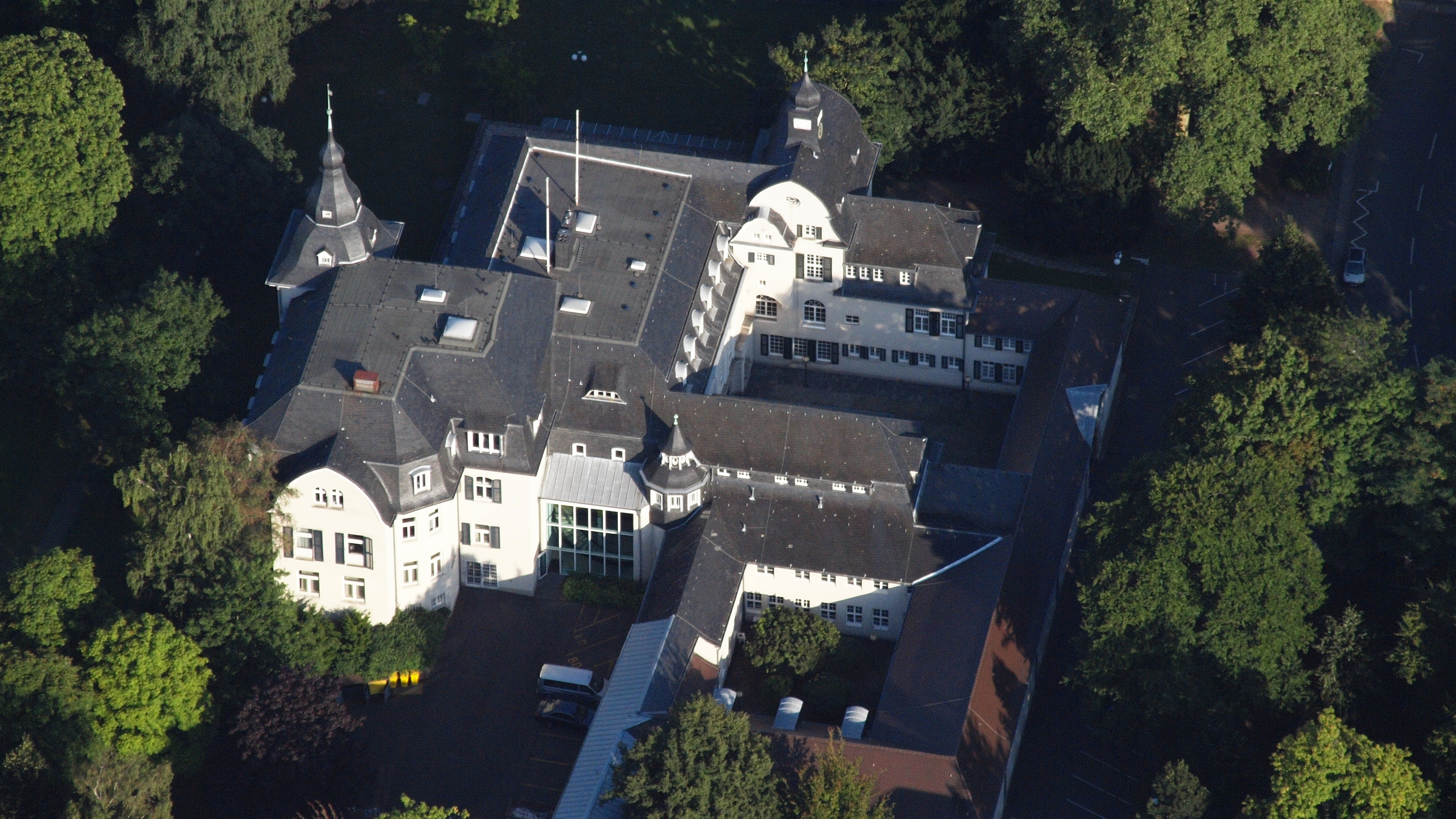
Schloss Deichmannsaue, Luftaufnahme (2013)

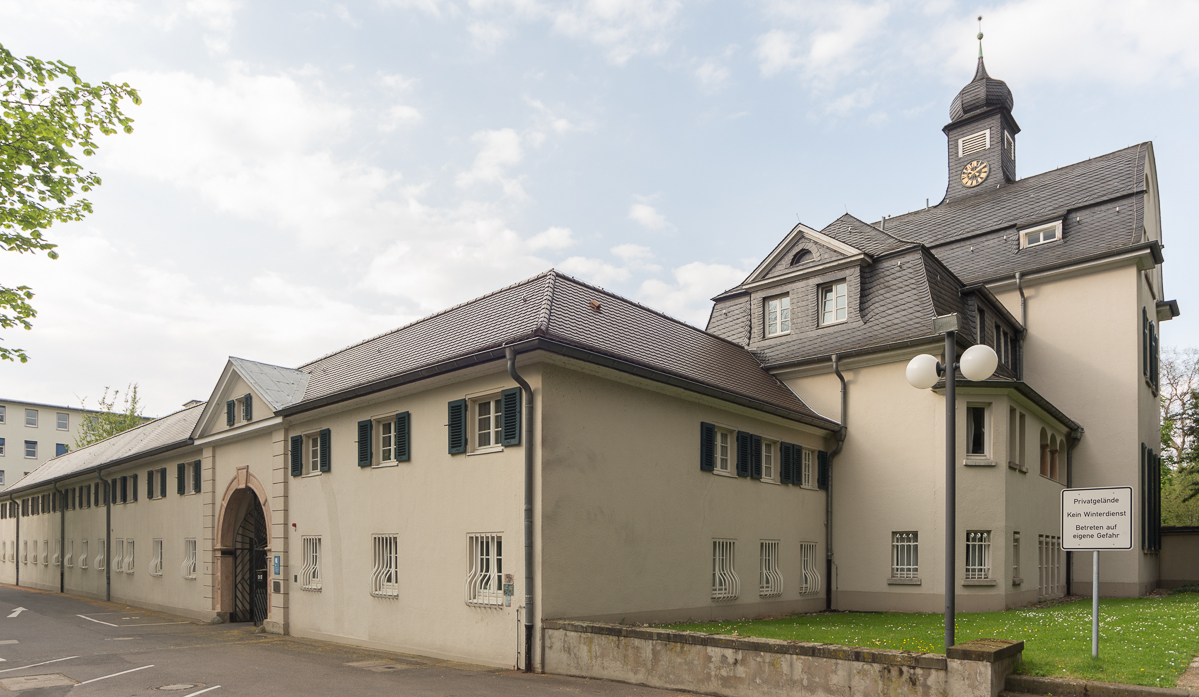
Schloss Deichmannsaue, Straßenansicht (2013)

Das Schloss Deichmannsaue ist ein Gebäudekomplex im Süden von Rüngsdorf, einem Ortsteil des Bonner Stadtbezirks Bad Godesberg, am Rande der „Mehlemer Auen“ nördlich der Rheinfähre Königswinter–Mehlem. Es wurde mehrmals umgebaut und erweitert und wird seit 1955 von der Bundesrepublik Deutschland genutzt. Von 1955 bis 1999 war es, erweitert um mehrere Bürogebäude, Sitz der Botschaft der Vereinigten Staaten und des Bundesbauministeriums. Seit 2000 ist in der Liegenschaft Deichmanns Aue das Bundesamt für Bauwesen und Raumordnung, seit 2005 auch die Bundesanstalt für Landwirtschaft und Ernährung ansässig. Die „Villa Deichmann“, Kern des Gebäudekomplexes, erhielt ihr heutiges Erscheinungsbild bei einem umfassenden Umbau der Jahre 1910 bis 1912 und steht als Baudenkmal unter Denkmalschutz.

## Ursprünge

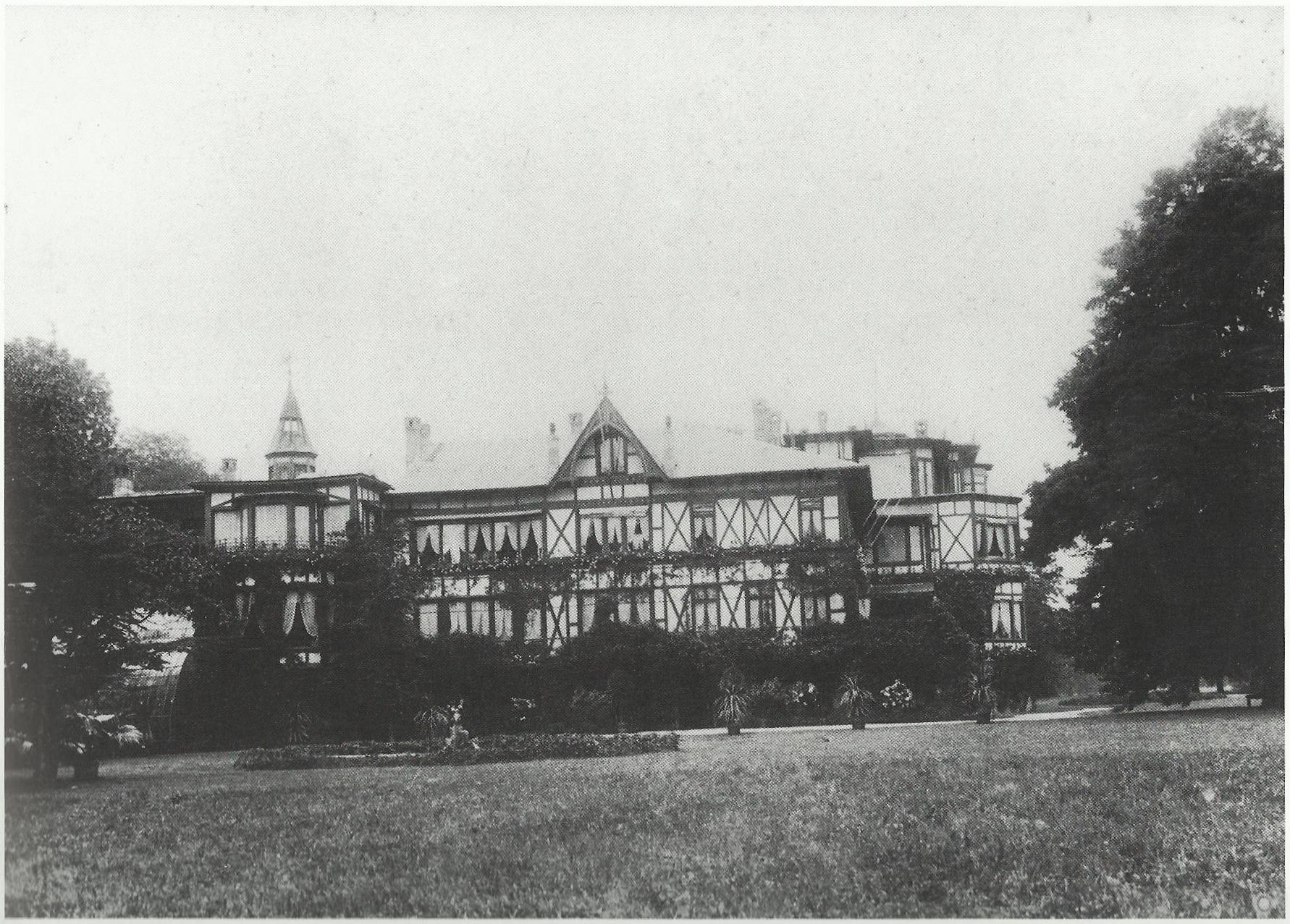
Villa Deichmann vor dem Umbau (1905)

Das Schloss wurde 1662 erstmals als „Auerhof“ erwähnt und befand sich seit 1836 im Besitz der Kölner Bankiersfamilie Deichmann. Die wohlhabende und gesellschaftlich hochstehende Kölner Familie suchte nach einer geeigneten Residenz, um dort ihre bisher in Köln organisierten Empfänge abhalten zu können. Die Wahl fiel auf das zu dieser Zeit zur Versteigerung stehende Landgut in Mehlem-Lannesdorf.
Im Bonner Wochenblatt wurde das Objekt im Oktober 1836 wie folgt beschrieben: Das Landgut Mehlemer Aue

„besteht a) aus herrschaftlichen und Oeconomie-Gebäulichkeiten mit der Hauptfronte nach dem Rheine und dem Siebengebirge, 2stöckig mit einer Mansarde, im Ganzen 12 Zimmer, 1 Saal, 1 Salon, 2 Küchen, Spinde, Kellern, Brunnen, Pferde- und Rindviehställen, Scheune, Kelterhaus, Backhaus, zwei Einfahrtsthore und Treibhaus; b) aus einem nach englischer Art angelegten Garten sowie weiterem Landbesitz mit Gemüsegarten, Ackerland, Weinbergen, Wiesen und Buschland, insgesamt über 100 Magdeburger Morgen groß.“

Bauliche Veränderungen erfolgten jedoch erst ab 1856. Nach der Fertigstellung der Eisenbahnstrecke Köln–Bonn im Jahre 1844 wurde die Strecke 1845 bis nach Rolandseck auf Betreiben der einflussreichen Aktionäre der Eisenbahngesellschaft, die ihre Villen bequemer erreichen wollten, verlängert. Die Fahrtzeit von Köln bis nach Mehlem reduzierte sich auf eine Stunde, so dass es Wilhelm Ludwig Deichmann nun möglich war, im Sommer jeden Abend auf seinen Landsitz zu fahren.
Nach dem Tod der Eltern fiel das Landgut an den ältesten Sohn Adolf Deichmann (1831–1907). Da er Bankier in London war, konnte er die Aue nicht nutzen und überließ sie seinem Bruder Theodor (1837–1895), der gemeinsam mit seinen Brüdern Otto (1838–1911) und Wilhelm (1841–1919) das Bankhaus Deichmann & Co. weiterführte. Theodor Deichmanns ältester Sohn Wilhelm Theodor (1864–1929) erbte schließlich das Anwesen und wurde Bauherr des schlossartigen Neubaus von 1910 bis 1912. Hier ließ er auf den Fundamenten des alten Gutshauses nach eigenen Ideen, ausgeführt durch den ortsansässigen Architekten Peter Wald, einen großen Neubau errichten.
1934 wurde die postalische Adresse des Schlosses von Mehlemer Aue in Deichmanns Aue geändert.:18

## Nachkriegsentwicklung
Im Jahre 1941 wurde das Schloss an die Wehrmacht verkauft, seitdem gehört es dem deutschen Staat. Nach Ende des Zweiten Weltkriegs beschlagnahmten es alliierte Besatzungstruppen. Das belgische Militär zog dort ein.

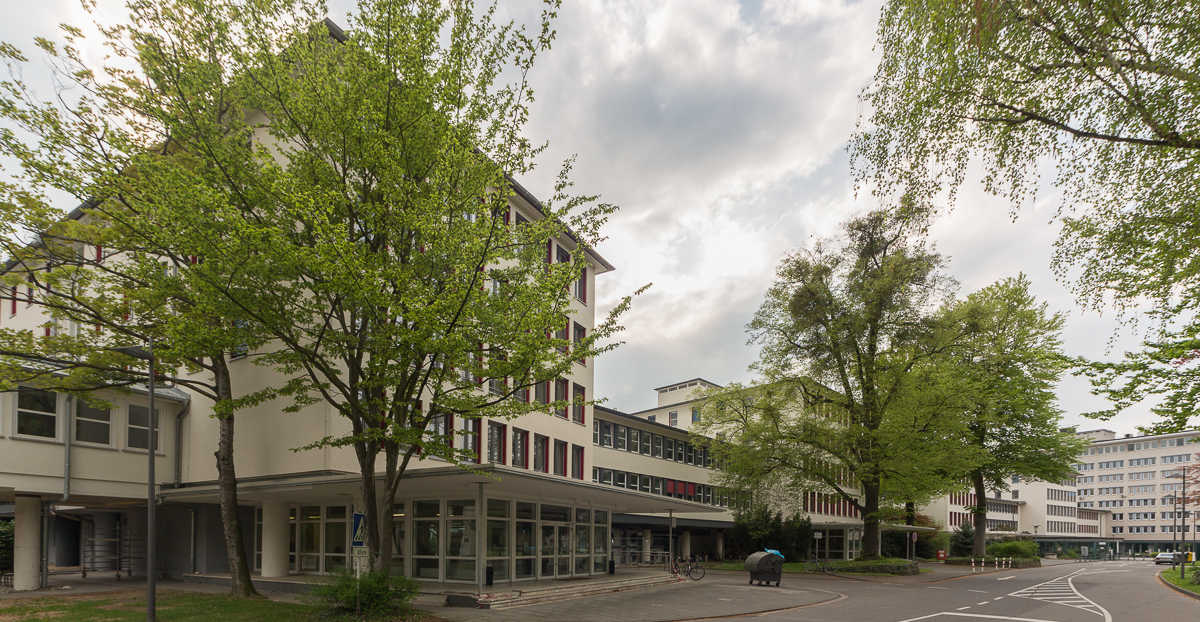
Neubau der Hochkommission

Ab dem 28. September 1949 wurde in dem Schloss das US-amerikanische Hochkommissariat als Dienststelle des Hohen Kommissars („High Commissioner of Germany“, HICOG) John McCloy und Teil der Alliierten Hohen Kommission (AHK) eingerichtet. Nach Abschluss einer Sanierung und eines Umbaus konnte McCloy im Mai 1950 seinen Dienstsitz im Schloss Deichmannsaue beziehen. Da es den Raumbedürfnissen des Kommissariats nicht mehr gerecht wurde, entstand 1951 nach Plänen einer Arbeitsgemeinschaft des Münchner Architekten Sep Ruf und der Frankfurter Architekten Otto Apel, Rudolf Letocha, William Rohrer und Martin Herdt in elf Monaten Bauzeit ein Erweiterungsbau mit insgesamt 700 Büroräumen in der für Amerika typischen Holzständerbauweise.:58 f. Als Gartenarchitekten wirkten Hermann Mattern und Heinrich Raderschall. Im Sommer 1952 zog auch die bis dahin auf dem Petersberg residierende Alliierte Hohe Kommission in die Deichmannsaue. Am 10. November 1954 endete die Beschlagnahme des Schlosses und des zugehörigen Parkgeländes.:126 Am 5. Mai 1955 wurde in dem Schloss die Proklamation über das Ende des Besatzungsstatuts als Teil der Feierlichkeiten zur Erlangung der Souveränität der Bundesrepublik unterzeichnet.:248
Mit Auflösung der AHK 1955 wurde der Erweiterungsbau Sitz der Botschaft der Vereinigten Staaten von Amerika, als Residenz des Botschafters diente die in Rüngsdorf gelegene Villa Rolandstraße 67. Ebenfalls 1955 zog das Bundesministerium für Wohnungsbau (später in Bundesministerium für Raumordnung, Bauwesen und Städtebau umbenannt) in Schloss und Teile des Anbaus ein, zwischen 1957 und 1967 übernahm es auch die Häuser III und teilweise IV von den USA. Bis Mitte der 1970er Jahre nutzten weitere Bundesbehörden die Liegenschaft: ein Teil des Entwicklungshilfeministeriums (bis 1963), der Wehrbeauftragte des Bundestages, die Zentrale Besoldungsstelle, die Zentrale Betriebsprüfungsstelle (jeweils bis 1968) und das Bundesvermögensamt (bis Mitte der 1970er Jahre).:27 Bis Ende 1974 bestand in der Deichmannsaue auch ein eigenes Postamt, das im Zusammenhang mit den Neubauten für die amerikanische Hochkommission eingerichtet worden war.:127 1989 fand eine Generalsanierung der Liegenschaft statt.

Am 13. Februar 1991 wurde von einem Kommando der Rote Armee Fraktion (RAF) ein Anschlag auf die US-Botschaft verübt. Von dem Grundstück der seinerzeit leerstehenden Villa Von-Weiß-Straße 8 auf dem gegenüberliegenden Rheinufer in Königswinter aus schossen RAF-Terroristen aus zwei Waffen 60 Gewehrkugeln auf das amerikanische Botschaftsgebäude. Dabei entstand jedoch nur Sachschaden. In dem Bekennerschreiben wurde die Tat mit dem zur gleichen Zeit stattfindenden Irak-Krieg der USA begründet. Sie konnte bis heute nicht vollständig aufgeklärt werden. Mit einer der bei dem Anschlag verwendeten Waffen wurde am 1. April 1991 Detlev Rohwedder, der zuletzt Vorsitzender der Treuhandanstalt war, ermordet.
Nach der deutschen Wiedervereinigung und dem Beschluss des Bundestags von 1991 zur Verlegung des Regierungssitzes nach Berlin wurde nach einer neuen Nutzung für die Liegenschaft gesucht. Die amerikanische Botschaft zog von September 1998 bis Juli 1999 nach Berlin um. Der Umzug war offiziell am 3. April 2000 abgeschlossen. Sie beließ dabei eine Außenstelle in Form eines militärischen Verbindungsstabes (Office of Defense Cooperation) in dem Gebäude. Das Bundesbauministerium, dessen erster Dienstsitz bis 2000 nach Berlin verlegt wurde, ließ sein 1998 aus der Bundesbaudirektion entstandenes Bundesamt für Bauwesen und Raumordnung (BBR) in die Deichmannsaue einziehen. Der Bonner Dienstsitz des Ministeriums befand sich anschließend zeitweilig am Robert-Schuman-Platz im Ortsteil Hochkreuz. Die nun größtenteils ungenutzte ehemalige US-Botschaft sollte mit der Bundesanstalt für Landwirtschaft und Ernährung belegt werden, die im Rahmen des Berlin/Bonn-Gesetzes aus Frankfurt am Main nach Bonn umziehen sollte.
Für diesen Zweck wurde die ehemalige US-Botschaft bei Kosten von 31 Millionen Euro von Ende 2002 bis Anfang 2005 saniert. Die Bundesanstalt zog dort im April 2005 mit 650 Mitarbeitern ein, womit der letzte Behördenumzug des Bonn-Berlin-Ausgleichs abgeschlossen wurde. Der vom Botschafter genutzte frühere Dienstbereich wird heute als Schulungs- und Seminarbereich genutzt. Im Zusammenhang mit dem Einzug der Bundesanstalt wurde für die seitdem in der gesamten Liegenschaft beschäftigten 1.200 Mitarbeiter von September 2004 bis Juni 2005 für 4,2 Millionen Euro nach Plänen des Stuttgarter Architekturbüros Heinle, Wischer und Partner eine 800 m² große Kantine errichtet. Grundlage war ein Gutachten, das die Ersetzung der ehemaligen zwei Kantinenbereiche empfahl, die wegen ihrer geringen Größe und der veralteten Küchentechnik nicht mehr zur Versorgung der Mitarbeiter geeignet waren. 2013 verließ die Außenstelle der US-Botschaft die Liegenschaft und zog innerhalb von Bonn um.

## Architektur
Der Gebäudekomplex gliedert sich in den Altbau, das 1910–12 umfassend veränderte vierflügelige Schloss Deichmannsaue, und die hauptsächlich 1951 für die US-Hochkommission entstandenen nördlich anschließenden Erweiterungsbauten. Den Übergang zwischen Altbau und Neubauten schafft ein aufgeständerter Verbindungstrakt, der eine Zufahrtsstraße überspannt. Das ursprüngliche Hochkommissionsgebäude ist in Stahlbeton- und Holzbauweise errichtet, flachgedeckt und aufgrund der hochwassergefährdeten Lage im Erdgeschoss mit Pylonen aufgeständert. Den südlichen – in der Gesamtanlage mittleren – Teil bildet ähnlich dem Frankfurter I.G.-Farben-Haus ein als „Kammbau“ beschreibbarer, leicht konkav zum Rhein geöffneter dreigeschossiger Riegel, in den vier fünfgeschossige landseitige Querbauten (Häuser 1–3) eingestellt sind. Diese verfügen jeweils über zwei Treppenhäuser und springen rheinseitig als Risalit hervor, wo sich die von einem Vordach geschützten Eingänge befinden. Den nördlichen Abschluss (ehemaliger Sitz der US-Botschaft; heute BLE) bildet ein zum Rhein querstehender achtgeschossiger Hochbau (Haus 6), der nördlich und westlich in mehrere fünfgeschossige, um zwei Innenhöfe gruppierte Trakte sowie im Südosten in einen dreigeschossigen Flügel (Haus 7; vormals Sitz des Botschafters) eingebunden ist.

„Durch die Gruppierung der Bauteile und die unterschiedliche Höhenausrichtung wird die gewaltige Gebäudegruppe (…) aufgelockert und geht eine Verbindung mit Park und Landschaft ein.“

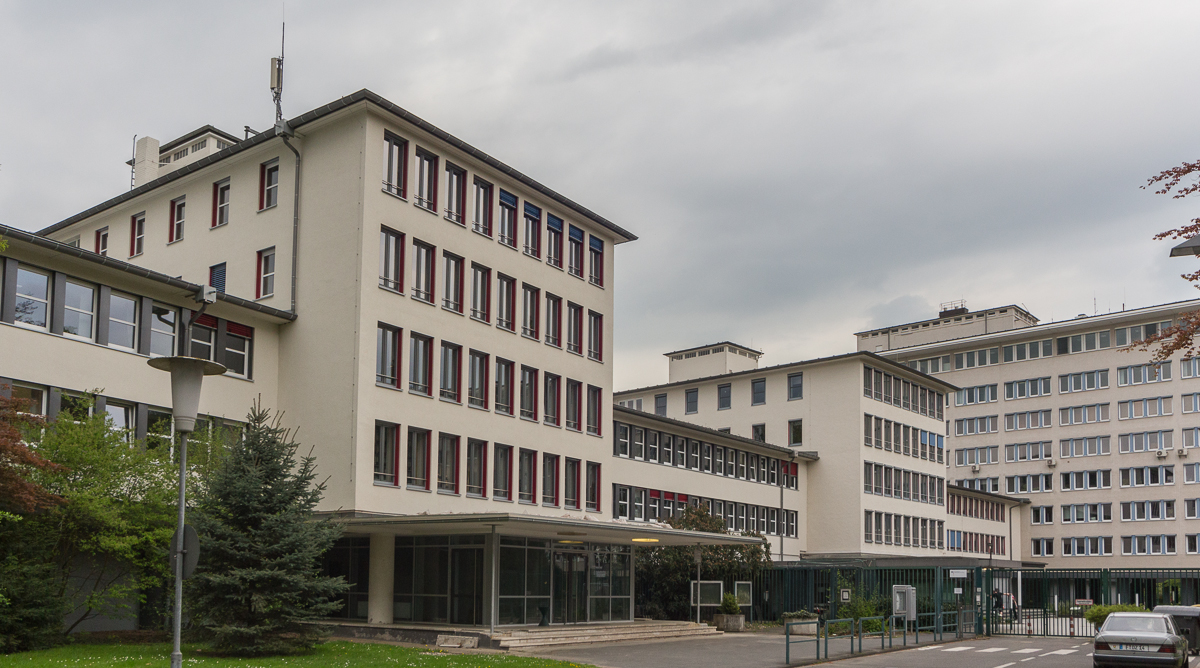
Kammbau (vorne), Hochbau (hinten rechts)
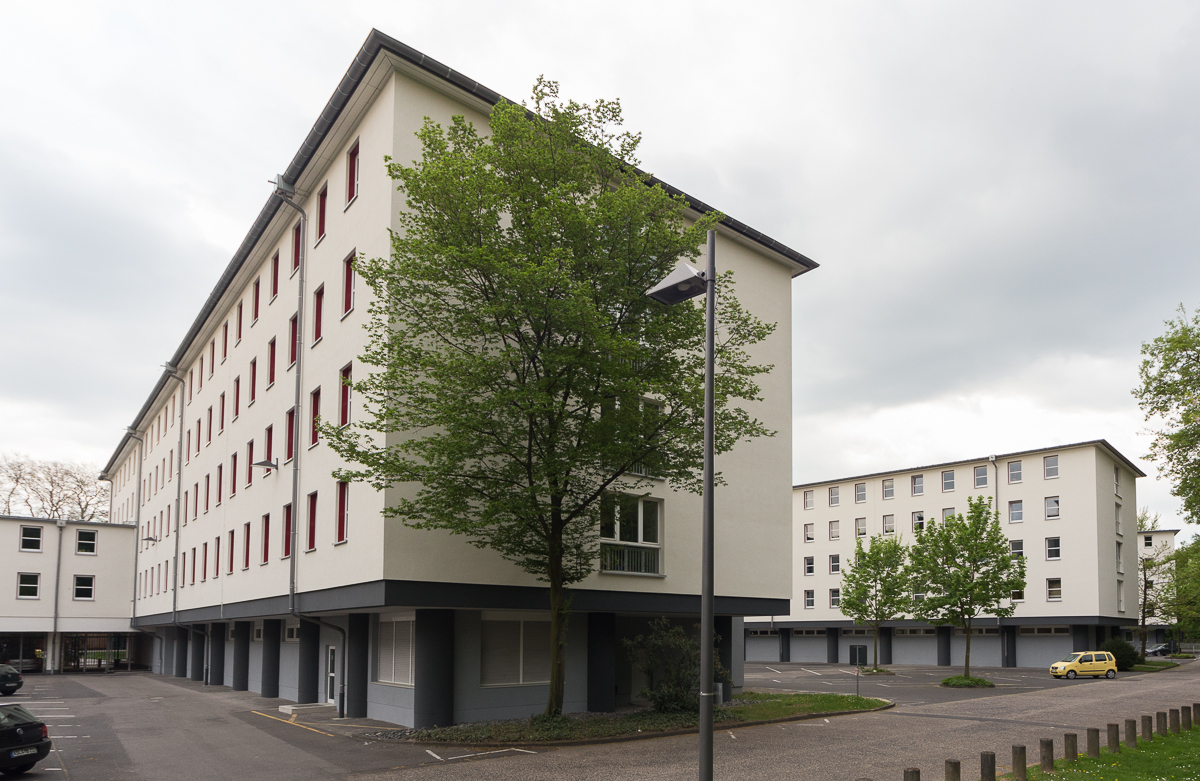
Querbau
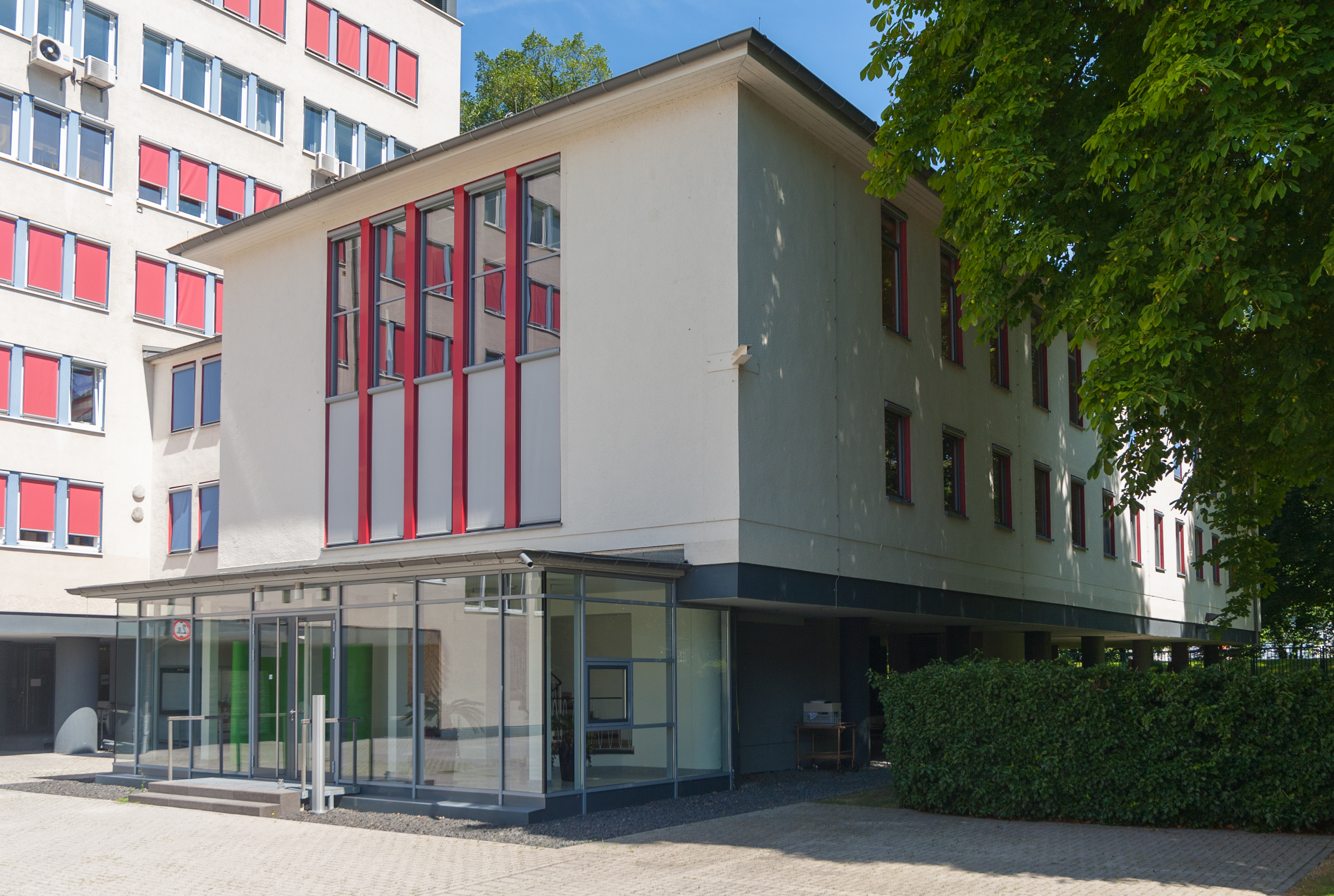
Haus 7
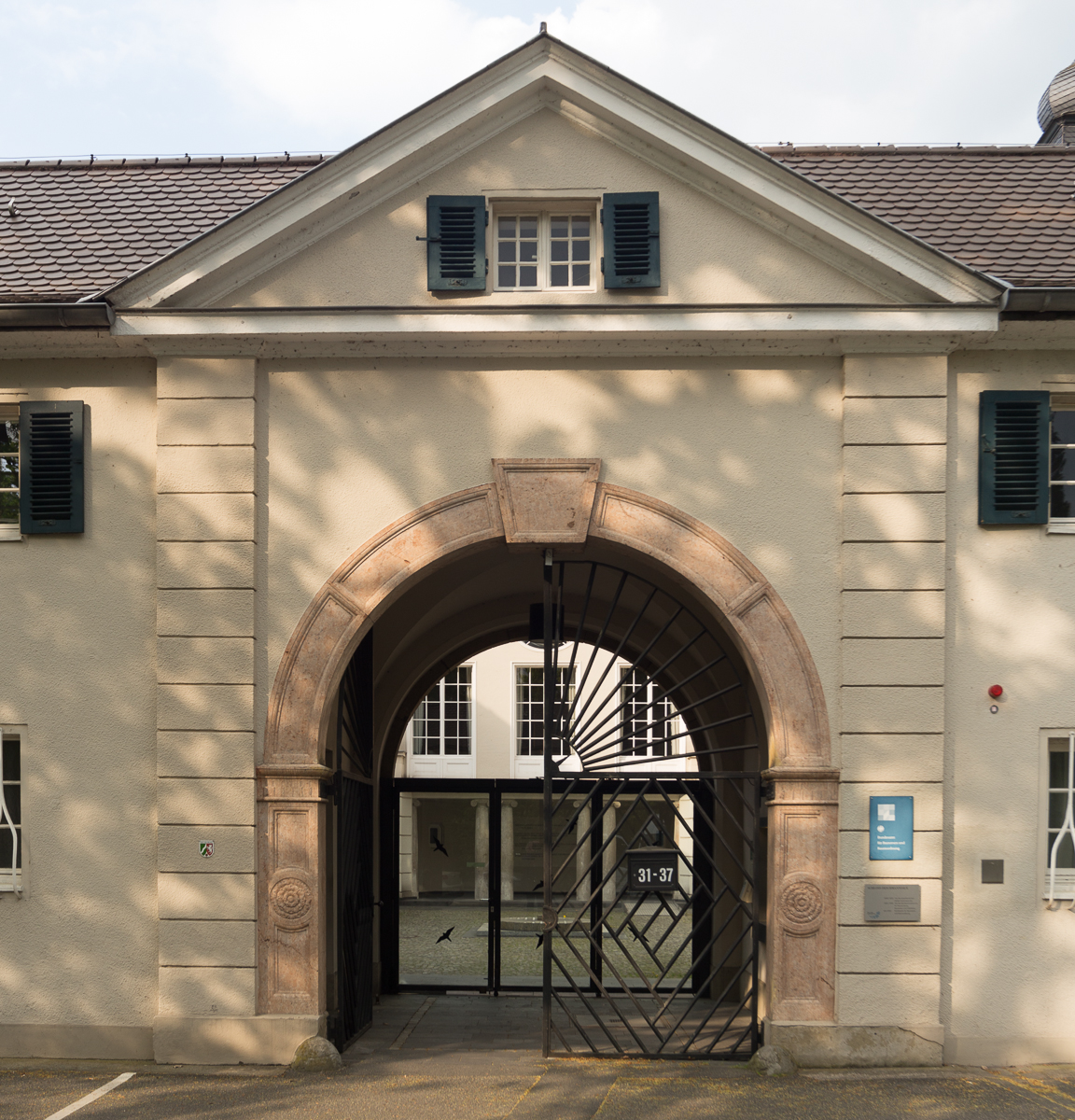
Schloss Deichmannsaue, Eingangsportal